# Амуль (Чад)
Амуль (фр. Amoul) — деревня в Чаде, расположенная на территории региона Борку. Входит в состав департамента Борку.

## География
Деревня находится в северной части Чада, в южной части Сахары, на высоте 252 метров над уровнем моря.
Амуль расположен на расстоянии приблизительно 760 километров к северо-востоку от столицы страны Нджамены. Ближайшие населённые пункты: Керкереданга, Куфи, Мордангай, Куркур, Файя-Ларжо, Торшанга, Таоланга, Со.
Климат деревни характеризуется как аридный жаркий (BWh в классификации климатов Кёппена).

## Транспорт
Ближайший аэропорт расположен в городе Файя-Ларжо.